# Somebody’s Watching Me (альбом)
Somebody’s Watching Me — дебютный студийный альбом певца и композитора Рокуэлла (наст. имя Кеннет Горди), выпущенный в 1984 году на лейбле Motown Records. Альбом содержит синглы «Somebody’s Watching Me» (записанный совместно с Майклом Джексоном, который исполнил бэк-вокальные и хоровые партии) и «Obscene Phone Caller», который стал малоуспешным хитом.

## История
После ухода из дома своего отца Берри Горди — основателя лейбла Motown, Кеннеди Горди перебрался жить к бывшей жене Горди-старшего Рэй Синглтон. Живя там, Горди-младший начал сочинять музыку. Увидя потенциал в подростке, Синглтон посоветовала ему перейти на подлейбл Motown Records, Jobete..
Однажды ночью Синглтон подслушала, как Кеннеди записывает песню «Somebody’s Watching Me», и подумала, что у неё будет хороший успех. Когда продюсер Motown Кёртис Энтони Нолен проявил интерес к этой песне, тут же стал продюсировать данный проект. Во время работы в студии, Кеннеди пришла идея пригласить в студию Майкла Джексона, чтобы тот исполнил бэк-вокальные партии в его песне. Не сказав толком о своих планах, Кеннеди взял Джексона и привёз его в студию. После того как Джексон оказался в студии, Кеннеди попросил его записать вместе с ним хоровые партии. Джексон согласился.
После записи трека, Синглтон дала послушать его Берри Горди, которому показалось, что в песне звучит знакомый голос, но он не мог определить кто это поёт. Когда Горди узнал, что это был Майкл Джексон, пришёл в полный восторг.
Не желая указать свою фамилию на обложке сингла, Кеннеди во время записи взял себе псевдоним Рокуэлл (его сводный брат Керри Горди за пять лет до этого записал сингл под собственным именем, который был неудачен в коммерческом плане). Заглавный трек альбома стал одним из самых успешных хитов 1984 года и наряду с альбомом получил статус золотого. Это была самая успешная запись Горди как музыканта и «Rockwell» теперь достиг высокого положения среди потомков Горди.

## Отзывы
| Оценки критиков | Оценки критиков |
| Источник        | Оценка          |
| --------------- | --------------- |
| Allmusic        | [ 2 ]           |

Рецензент Allmusic Рик А. Бюхе назвал альбом «впечатляющим дебютом с упором на рок-инструменталы.»

## Список композиций
1. «Somebody’s Watching Me» (Rockwell) 4:59
2. «Obscene Phone Caller» (Rockwell) 3:29
3. «Taxman» (George Harrison) 3:59
4. «Change Your Ways» (Norman Dozier, Curtis Anthony Nolen, Rockwell) 4:25
5. «Runaway» (Dozier, Nolen, Rockwell) 4:23
6. «Wasting Away» (Dozier, Nolen, Rockwell) 3:56
7. «Knife» (Mitchell Bottler, Norma Helms, Rockwell) 5:07
8. «Foreign Country» (Dozier, Nolen, Rockwell) 6:05

## Примечание
Быстрая версия песни «Knife» была выпущена другим исполнителем лейбла Motown Моналиссой Янг. Она также участвовала в записи этого альбома в качестве бэк-вокалистки.

## Производственный персонал
- Продюсер: Кертис Энтони Нолен
- Записано в: Mars Recording Studios, Лос-Анджелес, Калифорния
- Звукорежиссёры: Арне Фрагер, Дж Кью. Холл, Скотт Скидмор, Бкуер Ти. Джонс III
- Сведение: Арне Фрагер, Кёртис Энтони Нолен, Rockwell, Дж Кью. Холл, Стив Смит
- Звукоинженер: Джон Матоусек
- Художник-постановщик: Джонни Ли
- Дизайн: Джанет Левинсон
- Консультант: Нэнси Лэйвиска
- Исполнительный продюсер: Рэй Синглтон[англ.]

## Участники записи
- Ударные, Перкуссия: Рики Лоусон, Филипп Мадайак, Rockwell, Энтони Сантосуссо
- Бас-гитара: Дэйв Кохран
- Гитары: Николас Браун, Томас Джей. Паркер
- Клавишные, Синтезатор: Норман Дозер, Рассел Ферранте, Джим Фобер, Грэг Карукас, Майкл Ланг, Rockwell, Энтони Сантасуссо, Рэнди Уолдман
- Бэк-вокал: Тери ДеСарио[англ.], Ома Дрэйк, Марва Холькольм, Джермейн Джексон, Майкл Джексон, Линди Уайт, Моналисса Янг, Терри Янг